# Les Enfoirés
Les Enfoirés is de naam van een wisselende groep Franse artiesten die in 1986 voor het eerst bijeen werd geroepen door de komiek Coluche en sindsdien elk jaar in verschillende Franse steden een groot benefietconcert geven ten goede van het goede doel les Restos du Cœur. Het is het grootste jaarlijks terugkerende media-evenement van de Franstalige wereld, en dan met name in Frankrijk, België en Quebec. In 2010 was het spektakel goed voor zo'n 11,6 miljoen kijkers in Frankrijk.

## Ontstaan
Op 12 januari 1986 verschijnt Coluche met een aantal zangers en bekende Franse persoonlijkheden op de televisie om aandacht te vragen voor de restos du coeur ('restaurants van het hart'), een liefdadigheidsorganisatie die hij een paar maanden eerder op heeft gezet. Deze organisatie deelt voedsel uit, voornamelijk onder dak- en kanslozen. Coluche noemt de groep les enfoirés ('de klojo's'), naar één van zijn favoriete uitspraken, waarmee hij zijn publiek steeds begroette : "Goedenavond, bende klojo's". Zanger en songwriter Jean-Jacques Goldman schrijft het liedje La chanson des restos dat door verschillende artiesten uit zal worden gevoerd.
Als Coluche in juni van dat jaar bij een motorongeluk omkomt, organiseert zijn weduwe opnieuw een concert om het initiatief voort te zetten. Dit zal uitgroeien tot een jaarlijks terugkerend media-evenement.

## Huidige vorm
Onder aanvoering van een Parrain of marrain ('peetoom' of '-tante', oftewel een ambassadeur) wordt er elk jaar een concert georganiseerd met een wisselende groep artiesten. 40 van de bekendste Franse zangers treden meer of minder vaak op in Les Enfoirés. Aanvankelijk werd alleen La chanson des restos door verschillende artiesten uitgevoerd, maar tegenwoordig is één van de ludieke kenmerken van het concert dat de artiesten elkaars liedjes zingen.
Het concert wordt op TF1 uitgezonden (met uitzondering van de jaren 1989, 1990 en 1998 tot en met 2000, toen het door France 2 en haar voorloper uit werd gezonden). Het is gesprek van de dag en haalde in 2009 een kijkcijferrecord van 12 295 000 kijkers. Het concert wordt ook buiten Frankrijk, in de hele Franstalige wereld goed bekeken, en de cd's, dvd's en singles die na afloop op de markt worden gebracht maken het soms zelfs tot nummer 1 van de hitparades in meerdere landen.
Hoewel de zender besloten heeft om tijdens het concert niets meer uit te zenden over het goede doel en de geldinzamelingsactie, maar dit later op de avond in een apart programma te doen, gaat nog steeds al het opgehaalde geld naar de Restos du Cœur, maar enkel in Frankrijk.

## Ambassadeurs
- 1985-1986 : Daniel Balavoine (sterft in januari van dat jaar, nog voor Coluche)
- 1986-1992 : Jean-Jacques Goldman
- 1992-2007 : Muriel Robin
- Sinds 2008 : Mimie Mathy

## Deelnemers
Artiesten die 8 keer of vaker deel hebben genomen:
| aantal keer | artiest                                                                                          |
| ----------- | ------------------------------------------------------------------------------------------------ |
| 26          | Jean-Jacques Goldman                                                                             |
| 23          | Patrick Bruel                                                                                    |
| 22          | Michael Jones                                                                                    |
| 20          | Maxime Le Forestier, Mimie Mathy                                                                 |
| 19          | Pierre Palmade, Zazie                                                                            |
| 17          | Patrick Fiori, Liane Foly, Muriel Robin                                                          |
| 16          | Michèle Laroque, Hélène Ségara, MC Solaar                                                        |
| 15          | Pascal Obispo                                                                                    |
| 14          | Francis Cabrel, Garou, Lââm, Lorie, Maurane                                                      |
| 13          | Jean-Louis Aubert, Jenifer, Patricia Kaas                                                        |
| 12          | Gérard Jugnot, Marc Lavoine, Patrick Timsit                                                      |
| 11          | Julien Clerc, Elsa, Claire Keim, Catherine Lara, Yannick Noah, Natasha St-Pier                   |
| 10          | Amel Bent                                                                                        |
| 9           | Alizée, Carole Fredericks, Nolwenn Leroy, Jean-Baptiste Maunier, Karen Mulder                    |
| 8           | Bénabar, Gérard de Palmas, David Hallyday, Yves Lecoq, Kad Merad, Vanessa Paradis, Alain Souchon |

## Discografie

### Albums
| Album met hitnotering(en) in de Vlaamse Ultratop 200 albums | Datum van verschijnen | Datum van binnenkomst | Hoogste positie | Aantal weken | Opmerkingen |
| ----------------------------------------------------------- | --------------------- | --------------------- | --------------- | ------------ | ----------- |
| 2007: La caravane des Enfoirés                              | 02-03-2007            | 24-03-2007            | 77              | 2            |             |
| 2009: Les Enfoirés font leur cinéma                         | 06-03-2009            | 14-03-2009            | 56              | 2            |             |
| 2010: Les Enfoirés... la crise de nerfs!                    | 12-03-2010            | 27-03-2010            | 98              | 1            |             |
| 2011: Dans l'œil des Enfoirés                               | 12-03-2011            | 26-03-2011            | 71              | 1            |             |
| 2012: Le bal des Enfoirés                                   | 16-03-2012            | 07-04-2012            | 95              | 1            |             |
| La boîte à musique des Enfoirés                             | 2013                  | 23-03-2013            | 29              | 1*           |             |